# 관절염

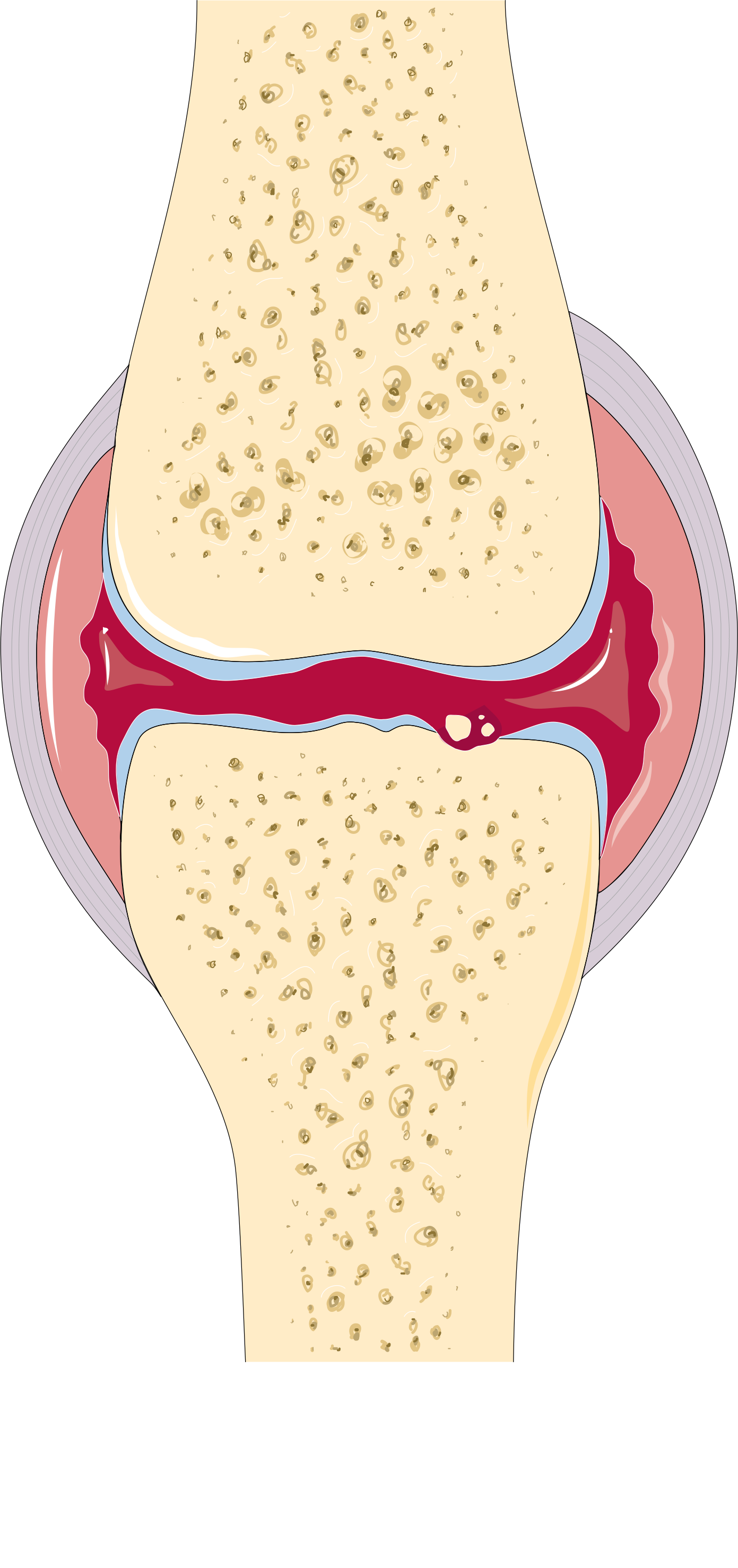

관절염( {문화어|뼈마디염}}, 영어: arthritis)은 관절의 손상을 수반하는 여러 질환이다. 관절염은 55세 이상의 사람들의 거동을 불편하게 하는 주요 원인이 된다. 관절염은 여러 가지 원인에 의해 관절에 염증이 생긴 것이다. 관절은 움직임을 부드럽게 하면서 충격을 흡수할 수 있도록 연골, 관절, 활막, 인대, 힘줄, 근육 등으로 구성되어 있다. 관절낭은 점액이 들어 있는 주머니 모양의 조직으로, 뼈와 접촉하는 관절의 마찰을 적게 하는 역할을 한다. 활막은 관절 주머니의 속을 싸고 있는 막으로, 윤활액을 분비한다. 관절염의 대표적 증상은 관절이 아프고 붓거나 후끈거리는 열감이 동반되는 것이다.
관절염에는 여러 종류가 있으며, 종류별로 그 원인이 서로 다르다. 가장 흔한 것은 골관절염(퇴행성 관절염)으로, 관절에 생기는 상처나 감염, 나이 등이 원인이 된다. 다른 원인으로는, 류머티즘 성 관절염과 건선(乾癬,Psoriasis) 성 관절염이 있다.

## 역사
골관절염과 염증성 관절염의 증거가 공룡에게서 발견되었다. 인간 관절염의 최초 알려진 흔적은 기원전 4500년까지 거슬러 올라간다. 초기 보고서에서는 관절염이 선사 시대 사람들의 가장 흔한 질병으로 자주 언급되었다. 이는 테네시와 현재 캔자스주 올레이스 지역에서 발견된 아메리카 원주민의 유골에서 발견되었다. 관절염의 증거는 현대 이탈리아와 오스트리아 국경을 따라 발견된 미라인 외치(기원전 3000년 경)부터 이집트 미라(기원전 2590년 경)에 이른다.
1715년에 윌리엄 머스그레이브(William Musgrave)는 관절염과 그 영향을 다룬 그의 가장 중요한 의학 저작(De arthritide Sympatica)의 두 번째 판을 출판했다. 프랑스 살페트리에르(Salpêtrière) 정신병원의 레지던트 의사인 오귀스탱 야콥 랑드레-보베(Augustin Jacob Landré-Beauvais, 28세)는 류마티스 관절염의 증상을 최초로 설명한 사람이다. 랑드레-보베(Landré-Beauvais)가 류마티스 관절염을 통풍의 친척으로 분류한 것은 부정확했지만, 그의 논문은 다른 사람들이 이 질병을 더 깊이 연구하도록 했다.